# Filstich–Ákontz-ház
A Filstich–Ákontz vagy Filstich–Wolf-ház, a kolozsvári Fő tér (5. szám) déli oldalának egyik műemlék jellegű épülete. A romániai műemlékek  jegyzékében a CJ-II-m-B-07474 sorszámon szerepel.

## Története
Ez az egyetlen reneszánsz ház a tér déli oldalán. 1572-ben (a kapualjban olvasható dátum szerint) építtette Filstich Lőrinc (neve az ajtószemöldökön olvasható), aki többször volt Kolozsvár királybírája, s ugyanakkor Dávid Ferenc egyik munkatársa is volt. Kora és városa fő eseményeiről rövid naplót írt, amely azonban csak egy Graffius nevű szász pap csonka kivonatában maradt fenn, mert eredetije elveszett. Címere a kapualjban látható. Az újabb korokban a Wolf, majd pedig az Ákontz család birtokolta. Emeletén székelt 1974-ig a Korunk szerkesztősége.

## Leírása
A ház emeleti szobáinak stílusa hasonlít a Wolphard-Kakas-házéra, ezért valószínűsítik, hogy ugyanazon mesterember volt a két ház építője. A földszinti reneszánsz ablakkeretek az átépítések során elvesztek. Jellegzetessége a 16-17. századra jellemző meredek tetőfedél.
Homlokzata késő barokk elemeket tartalmaz, ugyanis az ablakok előtt a végigfutó párkányzat kissé kiugrik, s golyvázásra emlékeztet. A kapualj fiókos dongaboltozatának faragott gyámkövei még láthatóak. A kapualj egykor szekérbejáró volt, ennek egyik felét befalazták s üzlethelyiséget alakítottak ki.
A kapualj köveibe vésve 16. századi bölcs mondások olvashatók: „Uxor bona est viri corona” (A jó asszony férjének koronája), „Amicus fidelis est protectio fortis” (A hű barát erős védelem).
Az udvaron jobboldalt található reneszánsz ablakmaradványon egy címerpajzs található 1591-es dátummal, CK monogrammal, melynek felirata „Ecce sano [f]actus es [i]am noli peccare. Ioan 5” (Ímé meggyógyultál, többé ne vétkezz. János evangéliuma 5:14).